# .ni
.ni je internetová národní doména nejvyššího řádu pro Nikaraguu.
Z politických důvodů se doména .ni občas používá pro stránky ze Severního Irska (Northern Ireland), místo oficiální domény Spojeného království .uk. Pro tento účel byla zřízena poddoména .co.ni.